# Norman Hepburn Baynes
Norman Hepburn Baynes, meist Norman H. Baynes,  (* 29. Mai 1877 in Putney; † 12. Februar 1961 in London) war ein britischer Byzantinist.
Baynes war von 1931 bis zu seinem Ruhestand 1942 Professor für byzantinische Geschichte am University College London. 1943 erhielt er den Titel eines Emeritus Professor, 1951 den Ehrendoktor (D. Litt. honoris causa). 
Bemerkenswert ist seine 1942 erschienene kommentierte englische Ausgabe der Reden Adolf Hitlers aus den Jahren 1922 bis 1939.
Er war seit 1930 Mitglied der British Academy (FBA), 1937 wurde er korrespondierendes Mitglied der Bayerischen Akademie der Wissenschaften, 1952 der belgischen Akademie der Wissenschaften und 1959 der serbischen Akademie der Wissenschaften.
In seinem Testament machte er eine Schenkung an das University College London. Dieses richtete 1961 damit The Norman Hepburn Baynes Prize ein. Der alle zwei Jahre ausgeschriebene Preis wird für eine Arbeit zu einem Aspekt der Geschichte, einschließlich Kunst, Religion und Denken der mediterranen Länder in dem Zeitraum von 400 v. Chr. bis 1453 n. Chr. vergeben.

## Schriften (Auswahl)
- The historia Augusta. Its date and purpose. Clarendon Press, Oxford 1926.
- Constantine the Great and the Christian Church. London 1929; Second Edition, with a preface by Henry Chadwick, Oxford 1972, ISBN 0-19-725672-4.
- Intellectual liberty and totalitarian claim. The Romanes lecture for 1942. Clarendon Press, Oxford 1942.
- (Hrsg.): The Speeches of Adolf Hitler, April 1922 – August 1939. 2 Bände. Oxford University Press, Oxford 1942 (Digitalisat Band 1, Band 2).
- mit Henry St. L. B. Moss: Byzantium. An Introduction to East Roman Civilization. Clarendon Press, Oxford 1948; Oxford Paperbacks, 1961.
  - deutsch: Byzanz. Geschichte und Kultur des oströmischen Reiches. Übersetzt von Armin Hohlweg. Goldmann, München 1964.